# Convent de les Carmelites (les Borges Blanques)
El Convent de les Carmelites fou un convent a les Borges Blanques (les Garrigues). El convent es fundà el 1602, gràcies al seu prior Fra Josep Serrano. Tingué una comunitat religiosa fins al 1835. El 1939 el convent és reconstruït mitjançant els ajuts de les "Regiones Devastadas".
Al Terrall resten quatre arcs del claustre del convent de les carmelites, enderrocat el 1974. Són arcs de mig punt fets de grans carreus de pedra de secció octogonal, posats sobre una petita base. De tot l'antic claustre, aquest era l'únic element que conservava certa identitat i catalogades a l'Inventari del Patrimoni Arquitectònic de Catalunya.